# Olympische Winterspiele 2006/Teilnehmer (Nordkorea)
| Gelbes Symbol für Goldmedaillen mit stilisierten Olympischen Ringen | Graues Symbol für Silbermedaillen mit stilisierten Olympischen Ringen | Braundes Symbol für Bronzemedaillen mit stilisierten Olympischen Ringen |
| ------------------------------------------------------------------- | --------------------------------------------------------------------- | ----------------------------------------------------------------------- |
| —                                                                   | —                                                                     | —                                                                       |

Nordkorea nahm an den Olympischen Winterspielen 2006 im italienischen Turin mit einer Delegation von sechs Athleten teil.

## Flaggenträger
Der Eiskunstläufer Han Jong-in trug die Flagge Nordkoreas sowohl während der Eröffnungs- als auch bei der Schlussfeier.

## Teilnehmer nach Sportarten (Nordkorea)

### Eiskunstlauf
Herren
- Han Jong-in - 30. Rang, nach Kurzprogramm ausgeschieden

Damen
- Kim Yong-suk - 27. Rang, nach Kurzprogramm ausgeschieden

Paarlaufen
- Phyo Yong-myoung / Jong Hyong-hyok - 20. Rang nach Kurzprogramm, zurückgezogen

### Shorttrack
Damen
- Ri Hyang-mi
- Yun Jong-suk